# 太見寿人
太見 寿人（ふとみ ひさと、1982年4月26日 - ）は、東京都出身のフットサル選手である。ポジションはピヴォ。日本代表。

## 経歴
8歳からサッカーを始め、1997年度の全国高校サッカー選手権大会に初出場した東京都立駒場高等学校へ翌年入学。駒場高校では東京都国体選抜メンバーに2年と3年時に連続で選出され、現プロサッカー選手の前田遼一や田中達也と共にプレーした。なお、高校の同期には元アビスパ福岡の福嶋洋がいた。
サッカーの強豪大学から推薦のオファーがあったが、指導者養成（スポーツ指導者・体育教員など）では定評のある日本体育大学体育学部に進学。大学ではサッカー部には所属せず「友人との輪」を最優先に置き、2001年に同年代の駒場高校OBを中心に結成したフットサルチーム「BOTSWANA FC MEGURO」に入団。初シーズンには第7回全日本選手権東京都大会で強豪CASCAVELを倒し、準優勝という快挙を成し遂げ、フットサル界に旋風を巻き起こした。
2002年には東京都オープンリーグに参戦し、難なく優勝して東京都2部リーグへと昇格。続く2003年には東京都2部リーグで、2004年には東京都1部リーグで優勝した。関東フットサルリーグ参入戦を勝ち抜き、BOTSWANA FC MEGUROトントン拍子で関東リーグへと昇格した。2005年の関東リーグでは1stステージ4位、2ndステージ（上位リーグ）3位と着実な成長を見せ、地域チャンピオンズリーグ出場権を獲得。チームの中心を担うプレーが注目を集め、同年にはフットサル日本代表に初選出された。2006年の関東リーグ1stステージでは初優勝を果たした。2ndステージ（上位リーグ）では4位となった。2007年、関東リーグが1部・2部制へと改定されたのを機に、チームはFUGA MEGUROに改称し、同1部で2度目の優勝を果たす。同年の地域チャンピオンズリーグでは3位に入った。
2007年9月に日本最高峰のFリーグが新設されるまで、日本フットサルの頂点は関東リーグであった。その関東フットサルリーグで優勝5回、得点王2回、ベスト5にも選出された。地域チャンピオンズリーグでは優勝4回、MVP2回、得点王1回。PUMA CUP（全日本フットサル選手権）では関東リーグに所属しながらFリーグチーム相手に次々と勝利を収めていき、2009年優勝、2013年準優勝をし、どちらも記憶に残る試合となった。得点が欲しい時には太見を出したら何か起きるのでは、という神頼みならぬ太見頼みの声もあった。
2014年にはチームがフウガドールすみだと改称し、Fリーグに参入した。チームをFリーグに連れて行く一つの夢が叶った。Fリーグの開幕戦ではそれまで一緒に戦ってきた仲間や歴史を振り返り、武者震いが起きたという。2014-15シーズンは27試合に出場して宮崎曉に次ぐ12得点。チームは参入初年度ながら6位となった。2015-16シーズンは31試合に出場して15得点し、得点数は西谷良介と清水和也に次ぐチーム3位だった。2016-17シーズンは32試合に出場して清水に次ぐチーム2位の17得点を挙げた。ゴールを量産しながらも多くのアシストでチームの勝利に貢献した。
2016-17シーズン終了後に惜しまれながらも現役を引退した。

## 所属クラブ
サッカー歴
- 東京都立駒場高等学校

フットサル歴
- 2001年-2017年 BOTSWANA FC MEGURO/FUGA MEGURO/FUGA TOKYO/フウガすみだ/フウガドールすみだ

## 個人成績
| 国内大会個人成績 | 国内大会個人成績   | 国内大会個人成績 | 国内大会個人成績 | 国内大会個人成績 | 国内大会個人成績 | 国内大会個人成績 | 国内大会個人成績 | 国内大会個人成績 | 国内大会個人成績 | 国内大会個人成績 | 国内大会個人成績 |
| 年度             | クラブ             | 背番号           | リーグ           | リーグ戦         | リーグ戦         | リーグ杯         | リーグ杯         | オープン杯       | オープン杯       | 期間通算         | 期間通算         |
| 年度             | クラブ             | 背番号           | リーグ           | 出場             | 得点             | 出場             | 得点             | 出場             | 得点             | 出場             | 得点             |
| 日本             | 日本               | 日本             | 日本             | リーグ戦         | リーグ戦         | オーシャン杯     | オーシャン杯     | 全日本選手権     | 全日本選手権     | 期間通算         | 期間通算         |
| ---------------- | ------------------ | ---------------- | ---------------- | ---------------- | ---------------- | ---------------- | ---------------- | ---------------- | ---------------- | ---------------- | ---------------- |
| 2001             | BOTSWANA FC MEGURO |                  |                  |                  |                  | -                | -                |                  |                  |                  |                  |
| 2002             | BOTSWANA FC MEGURO |                  | 東京都オープン   |                  |                  | -                | -                |                  |                  |                  |                  |
| 2003             | BOTSWANA FC MEGURO |                  | 東京都2部        |                  |                  | -                | -                |                  |                  |                  |                  |
| 2004             | BOTSWANA FC MEGURO |                  | 東京都1部        |                  |                  | -                | -                |                  |                  |                  |                  |
| 2005             | BOTSWANA FC MEGURO |                  | 関東             |                  |                  | -                | -                |                  |                  |                  |                  |
| 2006             | BOTSWANA FC MEGURO |                  | 関東             |                  |                  | -                | -                |                  |                  |                  |                  |
| 2007             | FUGA MEGURO        |                  | 関東1部          |                  |                  | -                | -                |                  |                  |                  |                  |
| 2008             | FUGA MEGURO        |                  | 関東1部          |                  |                  | -                | -                |                  |                  |                  |                  |
| 2009             | FUGA TOKYO         |                  | 関東1部          |                  |                  | -                | -                |                  |                  |                  |                  |
| 2010             | FUGA TOKYO         | 8                | 関東1部          |                  |                  | -                | -                |                  |                  |                  |                  |
| 2011             | FUGA TOKYO         | 8                | 関東1部          |                  |                  | -                | -                |                  |                  |                  |                  |
| 2012             | フウガすみだ       | 8                | 関東1部          |                  |                  | -                | -                |                  |                  |                  |                  |
| 2013             | フウガすみだ       | 8                | 関東1部          |                  |                  | -                | -                |                  |                  |                  |                  |
| 2014-15          | フウガドールすみだ | 8                | Fリーグ          | 27               | 12               | -                | -                |                  |                  |                  |                  |
| 2015-16          | フウガドールすみだ | 8                | Fリーグ          | 31               | 15               | -                | -                |                  |                  |                  |                  |
| 2016-17          | フウガドールすみだ | 8                | Fリーグ          | 32               | 17               | -                | -                |                  |                  |                  |                  |
| 通算             |                    |                  | Fリーグ          | 90               | 44               |                  |                  |                  |                  |                  |                  |